# Skudra

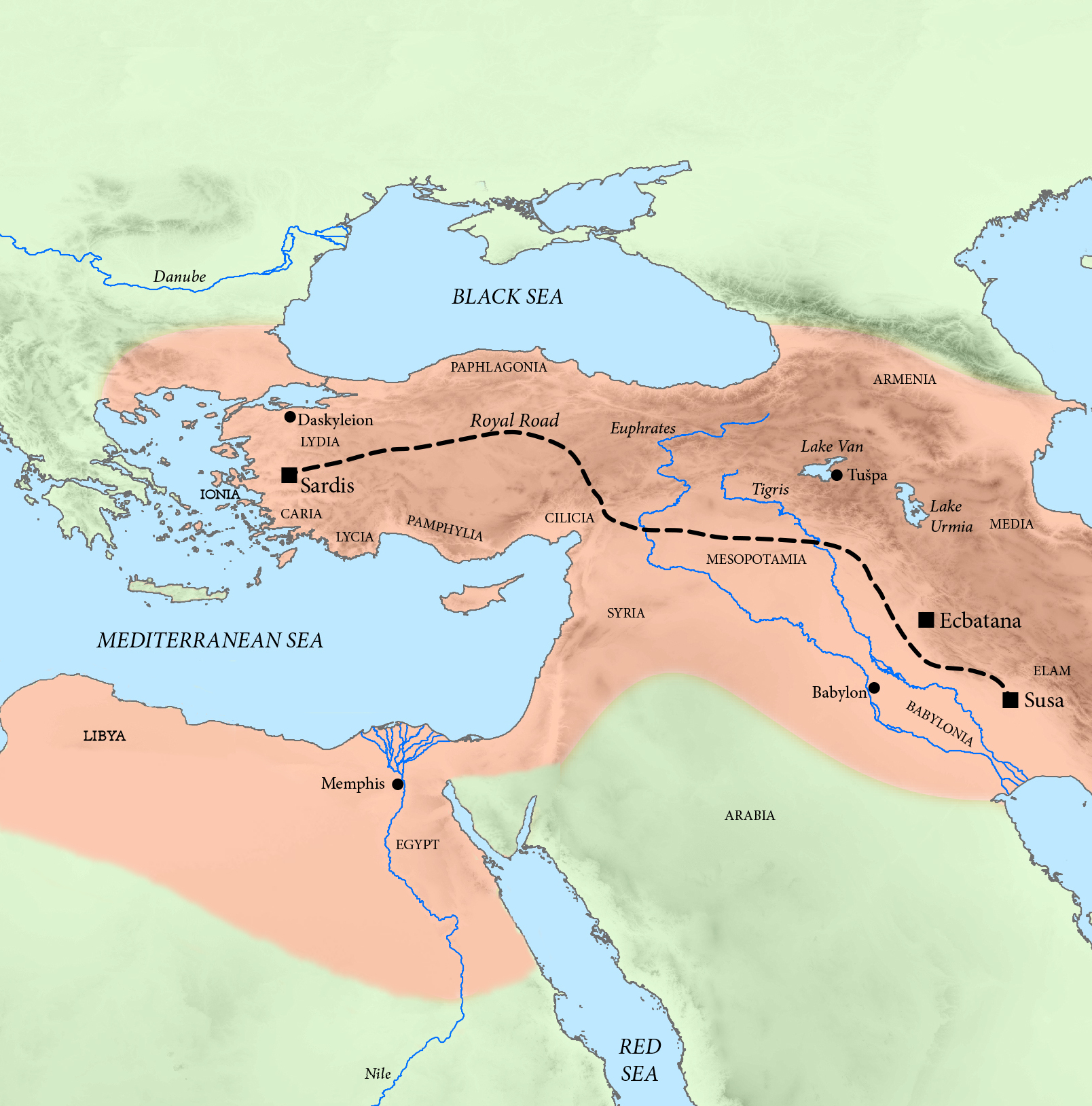
Skudra era el territorio más noroccidental del Imperio aqueménica, comprendiendo el área de Macedonia y Tracia al norte de Grecia.

Skudra o Scudra (en persa antiguo: 𐎿𐎤𐎢𐎭𐎼,  en griego: Σκύδρα ) fue una satrapía del Imperio aqueménida en Europa entre la década de 510 a. C. y 479 a. C. Su nombre está atestiguado en inscripciones persas y egipcios (un registro egipcio de c. 498–497 a. C., y una lista en la tumba de Darío I en Naqsh-e Rustam, c. 486 a  C.). Se cree que abarcaba las tierras de Tracia y Macedonia.
N. G. L. Hammond teorizaba que el nombre Skudra puede haber sido el nombre originalmente usada para la zona por los frigios, que habían habitado la región antes de emigrar a Asia. Las fuentes persas describen la provincia como poblada por tres grupos: los Saka Paradraya ("Saka allende el mar", término persa para los escitas al norte de los mares Caspio y Negro); los Skudra (probablemente tribus  tracias) y Yauna Takabara. El plazo término, se traduce literalmente como "jonios con sombreros comos escudos", y se suele identificar con los macedonios.
Tracios y escitas fueron conquistados por Darío I alrededor de 512 a. C. mientras que el reino de Macedonia se convirtió en vasallo en 512/511 a. C. con gran autonomía. En 492 a. C. Macedonia fue conquistada por Mardonio, acabando su autonomía.
Los tres pueblos (sacas, macedonios y tracios) combatieron en el ejército aqueménida, como muestran los grabados de las tumba imperiales de Naqsh-e Rostam y participaron en la segunda invasión persa de Grecia. Solo la derrota final aqueménida en esta campaña les liberó del control persa en 479 a. C.